# Christine Collins (remera)
Christine Collins (nacida Christine Smith, Darien, 9 de septiembre de 1969) es una deportista estadounidense que compitió en remo.
Participó en los Juegos Olímpicos de Sídney 2000, obteniendo una medalla de bronce en la prueba de doble scull ligero. Ganó seis medallas en el Campeonato Mundial de Remo entre los años 1991 y 1999.

## Palmarés internacional
| Juegos Olímpicos   | Juegos Olímpicos              | Juegos Olímpicos  | Juegos Olímpicos          |
| Año                | Lugar                         | Medalla           | Prueba                    |
| ------------------ | ----------------------------- | ----------------- | ------------------------- |
| 2000               | Sídney (Australia)            | Medalla de bronce | Doble scull ligero        |
| Campeonato Mundial |                               |                   |                           |
| Año                | Lugar                         | Medalla           | Prueba                    |
| 1991               | Viena (Austria)               | Medalla de bronce | Cuatro sin timonel ligero |
| 1994               | Indianápolis (Estados Unidos) | Medalla de oro    | Cuatro sin timonel ligero |
| 1995               | Tampere (Finlandia)           | Medalla de oro    | Dos sin timonel ligero    |
| 1996               | Motherwell (Reino Unido)      | Medalla de oro    | Dos sin timonel ligero    |
| 1998               | Colonia (Alemania)            | Medalla de oro    | Doble scull ligero        |
| 1999               | St. Catharines (Canadá)       | Medalla de plata  | Doble scull ligero        |